# Chuck Willis
 (février 2023).
La mise en forme du texte ne suit pas les recommandations de Wikipédia : il faut le « wikifier ».
Les points d'amélioration suivants sont les cas les plus fréquents. Le détail des points à revoir est peut-être précisé sur la page de discussion.
- Les titres sont pré-formatés par le logiciel. Ils ne sont ni en capitales, ni en gras.
- Le texte ne doit pas être écrit en capitales (les noms de famille non plus), ni en gras, ni en italique, ni en « petit »…
- Le gras n'est utilisé que pour surligner le titre de l'article dans l'introduction, une seule fois.
- L'italique est rarement utilisé : mots en langue étrangère, titres d'œuvres, noms de bateaux, etc.
- Les citations ne sont pas en italique mais en corps de texte normal. Elles sont entourées par des guillemets français : « et ».
- Les listes à puces sont à éviter, des paragraphes rédigés étant largement préférés. Les tableaux sont à réserver à la présentation de données structurées (résultats, etc.).
- Les appels de note de bas de page (petits chiffres en exposant, introduits par l'outil «  Source ») sont à placer entre la fin de phrase et le point final[comme ça].
- Les liens internes (vers d'autres articles de Wikipédia) sont à choisir avec parcimonie. Créez des liens vers des articles approfondissant le sujet. Les termes génériques sans rapport avec le sujet sont à éviter, ainsi que les répétitions de liens vers un même terme.
- Les liens externes sont à placer uniquement dans une section « Liens externes », à la fin de l'article. Ces liens sont à choisir avec parcimonie suivant les règles définies. Si un lien sert de source à l'article, son insertion dans le texte est à faire par les notes de bas de page.
- La présentation des références doit suivre les conventions bibliographiques. Il est recommandé d'utiliser les modèles {{Ouvrage}}, {{Chapitre}}, {{Article}}, {{Lien web}} et/ou {{Bibliographie}}. Le mode d'édition visuel peut mettre en forme automatiquement les références.
- Insérer une infobox (cadre d'informations à droite) n'est pas obligatoire pour parachever la mise en page.

Pour une aide détaillée, merci de consulter Aide:Wikification.
Si vous pensez que ces points ont été résolus, vous pouvez retirer ce bandeau et améliorer la mise en forme d'un autre article.
Pour les articles homonymes, voir Willis.
Harold (Chuck) Willis (31 janvier 1928 - 10 avril 1958) est un chanteur de blues, de rhythm and blues et de rock 'n' roll américain. Son plus célèbre enregistrement est le standard du blues C.C. Rider. Ray Charles repris trois chansons de Chuck Willis  c.c rider, what am living for ,  feel so bad.

## Biographie
Chuck Willis naît à Atlanta en Géorgie. Il signe chez Columbia Records en 1951, mais il est orienté vers la sous-marque Okeh. En 1954, il écrit Oh What A Dream pour Ruth Brown. Il est engagé en 1956 par Atlantic, où il rencontre le succès grâce à It's Too Late et surtout C.C. Rider, qui se classe n° 12 des charts américains en avril 1957. Il fait mieux encore avec What I'm Living For (n° 9) en 1958.
Hélas, souffrant d'ulcères, Chuck Willis est atteint d'une péritonite et ne survit pas à l'opération. Cet artiste prometteur disparaît à tout juste trente ans.
Ses chansons furent reprises par Elvis Presley, Buddy Holly, Otis Redding, The Animals, Grateful Dead, Derek and the Dominos, Otis Rush, Roy Orbison, Charlie Rich, etc. En 2005, il a été samplé par Kanye West.

## Discographie
- Wails ! (The Complete Recordings 1951-1956), Sundazed, 2003 (double CD) :

- Can't you see / Be good or be gone / It ain't right to treat me wrong / Let's jump tonight / It's too late Baby / I rule my house / My baby's on my mind / I tried / Here I come / Caldonia / Loud mouth Lucy / Sady tears / Take it like a man / Wrong lake to catch / a fish / My story / I've been treated wrong too long / Don't deceive me / My baby's coming home / You broke my heart / When my day is over / Going to the river / Baby have left me again / You're still my baby / What's your name ? / Make up your mind / I feel so bad /
- Need one more chance / You win this time / Keep a knockin' / If I had a million / Change my mind / My heart's been broke again / I don't mind if I do / Blow, Freddy Jackson / Welcome home / Give and take / Iv' been away too long / Peace and love / Love-struck / It were you / Lawdy Miss Mary / Search my heart / Come on home / One more break / I can tell / Search my heart / Ring-Ding-Doo / Two spoons of tears / Charged with cheating / Bless her heart / Night of misery /
- Notices d'autorité :   - VIAF
  - ISNI
  - BnF (données)
  - LCCN
  - GND
  - Espagne
  - Pays-Bas
  - Israël
  - NUKAT
  - Norvège
  - WorldCat